# Scott Thompson (entrepreneur)
Pour les articles homonymes, voir Scott Thompson (homonymie).
Scott Thompson est un homme d'affaires américain, né à Boston en 1958. 
Thompson entre chez PayPal en 2005 en tant que directeur de la technologie (CTO). Il est nommé chief executive officer (CEO) en 2008. En janvier 2012, il est choisi par le conseil d'administration de Yahoo! pour diriger l'entreprise. À la suite d'une polémique, Thompson est contraint à la démission cinq mois plus tard.

## Biographie

### Études
Scott Thompson étudie au Stonehill College (en), à Easton dans l'État du Massachusetts, où il obtient un bachelor’s degree en comptabilité d'entreprise. 

### Carrière chez PayPal et eBay
Il rejoint Visa en 1997. Entre 2000 et 2005, il est vice-président et directeur des systèmes d'information (« Chief information officer ») de la société Inovant, filiale de Visa. En 2005, il est recruté en tant que directeur des systèmes d'information par le service de paiement en ligne PayPal, filiale de la société de courtage en ligne eBay, dont il devient vice-président senior. Thompson est désigné président de PayPal en 2008. Sous sa direction, la société double son chiffre d'affaires et devient la branche la plus lucrative d'eBay,.

### Carrière chez Yahoo!
En janvier 2012, Scott Thompson est choisi par le conseil d'administration de Yahoo! pour succéder à Carol Bartz à la tête de l'entreprise. Il intègre également le conseil. Tim Morse (en), le directeur financier (« Chief financial officer »), occupait les fonctions de CEO par intérim depuis le départ de Bartz en septembre 2011. En avril, Thompson entame une restructuration de l'entreprise, réorganisée en trois divisions. 2 000 postes sont supprimés, soit 14 % des effectifs, dans l'espoir d'économiser 375 millions de dollars sur l'année,. Estimant que Yahoo! s'est trop dispersé, il annonce la fermeture de 50 services qui ne contribuent pas de manière significative à la croissance du chiffre d'affaires.
En mai, le fonds alternatif Third Point, qui détient 5,8 % des actions du groupe et revendique des sièges au conseil d'administration, déclenche une polémique en accusant le nouveau directeur général d'avoir falsifié son curriculum vitæ,. Les fausses informations concernant son parcours universitaire figurent également dans le rapport annuel déposé par l'entreprise auprès de la SEC, l'organisme américain de contrôle des marchés financiers. Contraint de démissionner, Thompson est le 4e dirigeant de Yahoo! à se retirer en l'espace de cinq ans. Il est remplacé par Ross Levinsohn, nommé CEO à titre provisoire,.

## Récompenses
En 2011, le cabinet Ernst & Young lui décerne le prix de l'entrepreneur de l'année.